# Vlag van Tielt-Winge
De vlag van Tielt-Winge werd door de gemeenteraad op 20 maart 1980 officieel vastgesteld als de gemeentelijke vlag van de Vlaams-Brabantse gemeente Tielt-Winge. Op 10 december 1980 werd hij door het koninklijk besluit bevestigd en uiteindelijk gepubliceerd op 3 februari 1981 en opnieuw op 4 januari 1995 in het officiële Belgisch Staatsblad.
Officieel wordt de vlag beschreven als:
Drie even lange banen van wit, van groen en van rood.
De kleuren van de vlag zijn afkomstig op het gemeentewapen.

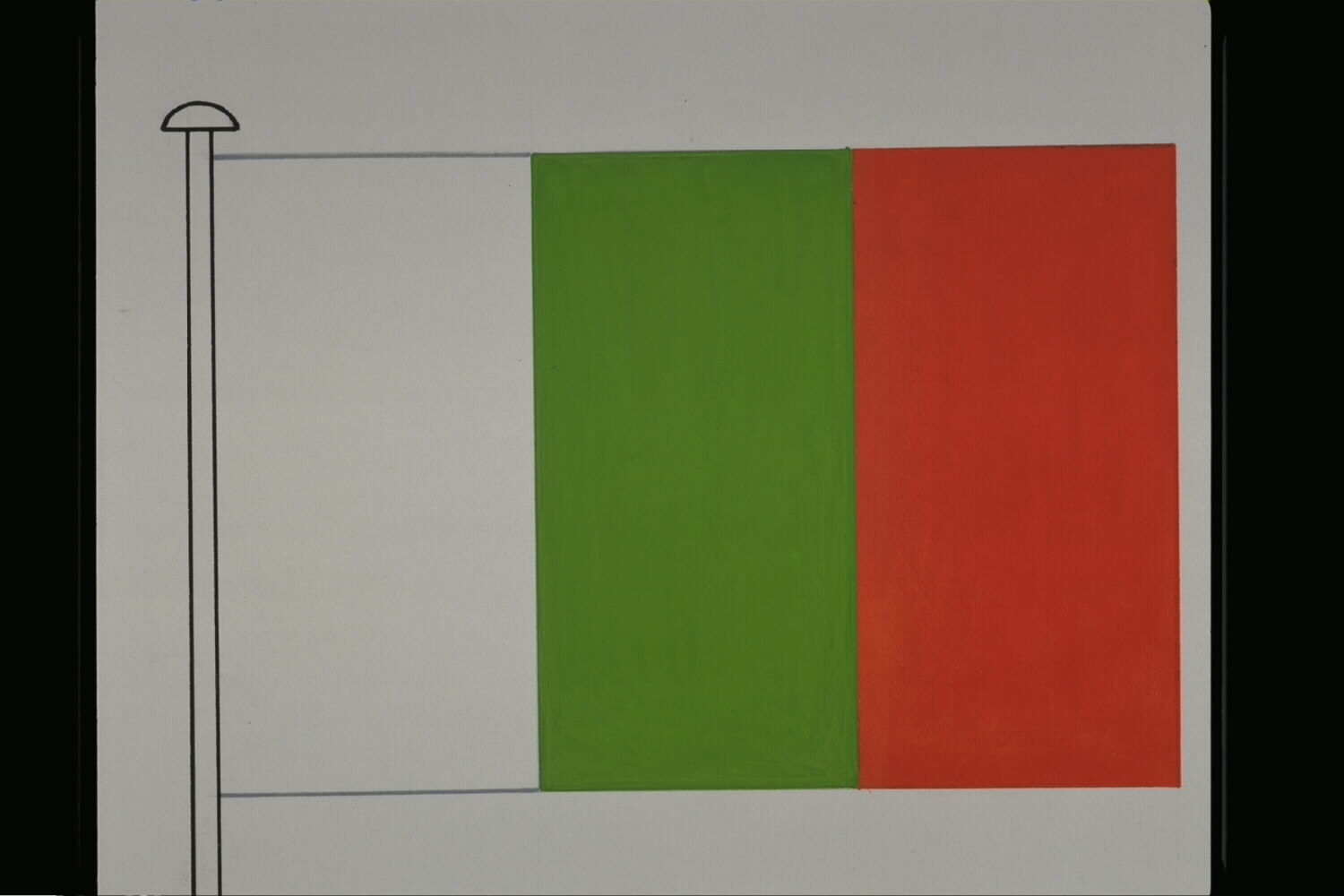
Officiële tekening van de vlag